# Natiruts
Natiruts – brazylijski zespół muzyczny grający reggae; powstały w 1996 w stołecznym mieście Brasília. Skład grupy tworzą Alexandre Carlo (śpiew, gitara), Luís Mauricio (gitara basowa) oraz Juninho (perkusja).

## Dyskografia
- Nativus (1997)
- Povo Brasileiro (1999)
- Verbalize (2001)
- Qu4tro (2002)
- Nossa Missão (2005)
- Natiruts Reggae Power Ao Vivo (2006)